# Hillary Brooke

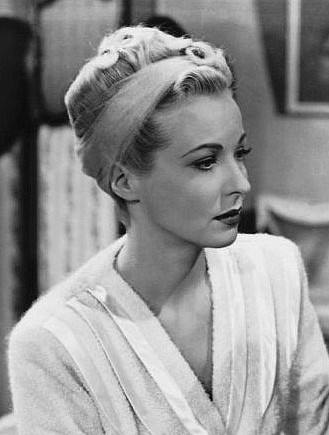
Hillary Brooke.

Hillary Brooke, född Beatrice Sofia Matilda Peterson 8 september 1914 i Astoria, New York, död 25 maj 1999 i Bonsall, Kalifornien, var en amerikansk skådespelare. Brooke medverkade i många amerikanska filmer och TV-serier. I filmer gjorde hon främst större biroller. Hon hade en större roll i TV-serien My Little Margie på 1950-talet.
Hon hade svenska föräldrar och hade rötter från Kisa, och i släkten Cassel.
Hon har en stjärna på Hollywood Walk of Fame vid adressen 6307 Hollywood Boulevard.

## Filmografi i urval
- 1943 – Jane Eyre
- 1944 – I skuggan av ett tecken
- 1944 – Direktörn söker nattlogi
- 1945 – Själens ögon
- 1945 – Sherlock Holmes och kvinnan i grönt
- 1948 – Borsta mig på ryggen
- 1952 – My Little Margie (TV-serie) (1952-1955)
- 1956 – Mannen som visste för mycket